# Chiesa di Santa Giusta (Calangianus)
La chiesa parrocchiale di Santa Giusta è il principale luogo di culto di Calangianus. Si trova nell'omonima piazza nel centro storico della cittadina. Trattasi di un monumento di importanza e pregio per la cultura gallurese.

## Storia

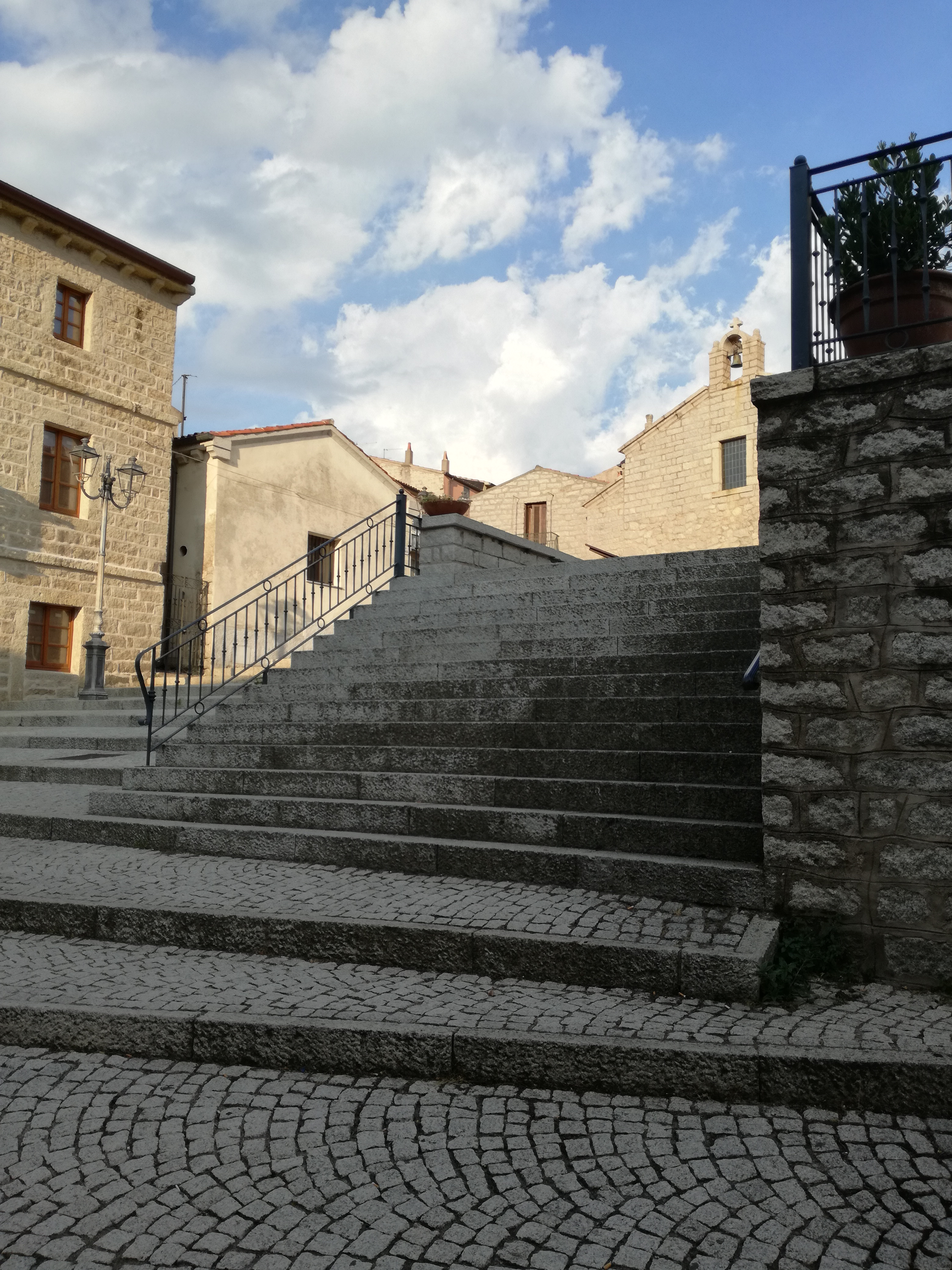
Scalinata della parrocchia

La chiesa di Santa Giusta di Calangianus ha origine tra il 1400 ed il 1500, tuttavia citata per la prima volta in un documento storico risalente al 1596, quando il pittore Andrea Lusso realizzò la pala d'altare oggi custodita nella chiesa di Santa Croce. Per quanto la fabbrica sia decisamente più antica, non si tratta dell'edificio più antico oggi presente a Calangianus. Si hanno notizie più concrete a partire dal 1602 attraverso il registro battezzati, mentre risale al 1687 il primo restauro.
La consacrazione a Santa Giusta di Cagliari, vergine e martire, avvenne il 9 settembre del 1738. Vennero effettuati dei lavori di restauro, ordinati da Padre Bonaventura, a partir dal 1896, seguiti a un secondo rinnovamento nel 1965, nel quale venne rimossa la gradinata monumentale posta davanti all'ingresso ed aggiunta una campata. Un ultimo restauro di esterni e interni è stato effettuato nell'arco di tempo tra il 2011 e il 2016. Elemento molto visitato, trattasi di uno dei più imponenti edifici religiosi della tradizione di Gallura.

## Descrizione

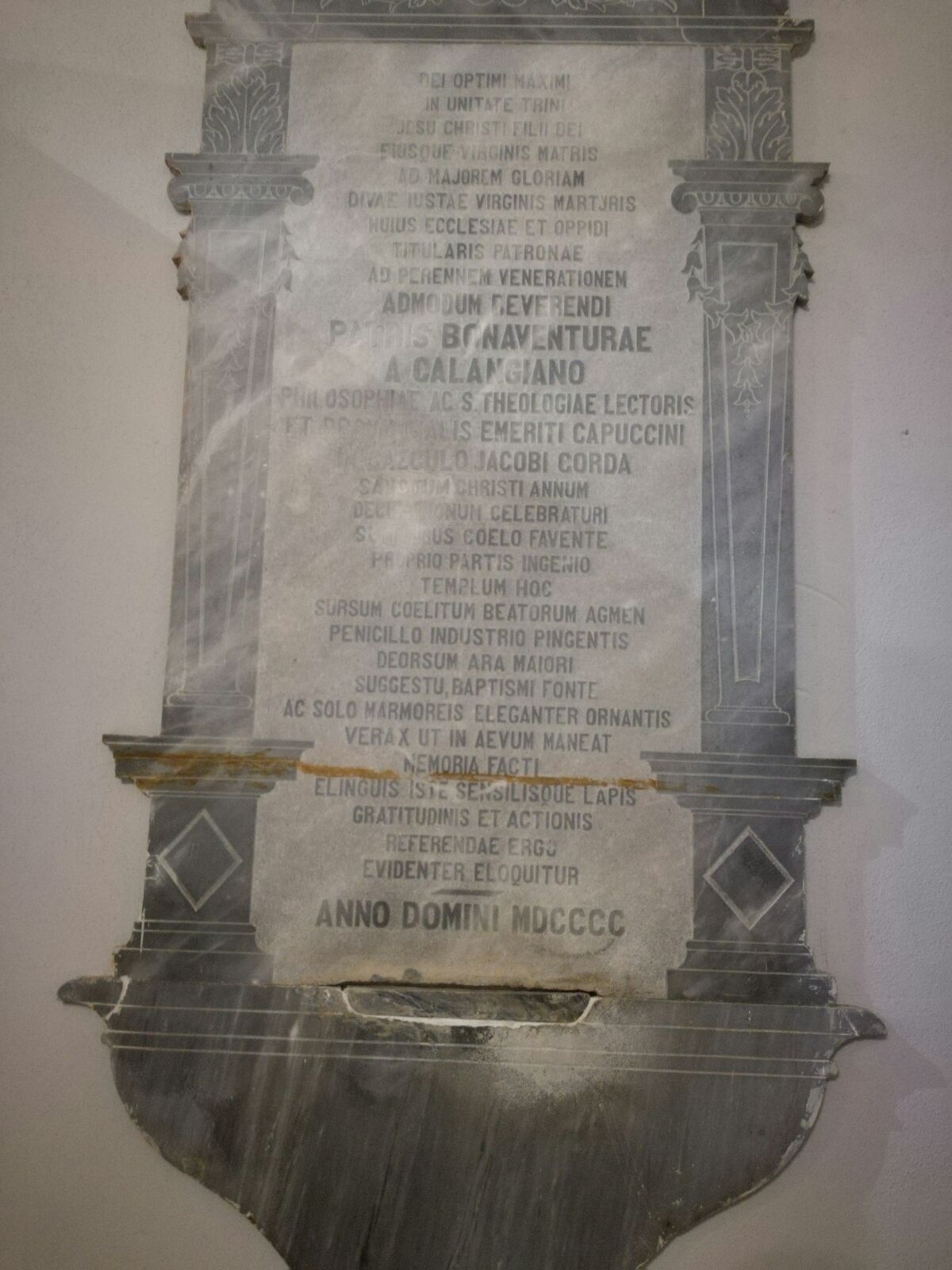
La lapide marmorea che cita Padre Bonaventura

### Architettura

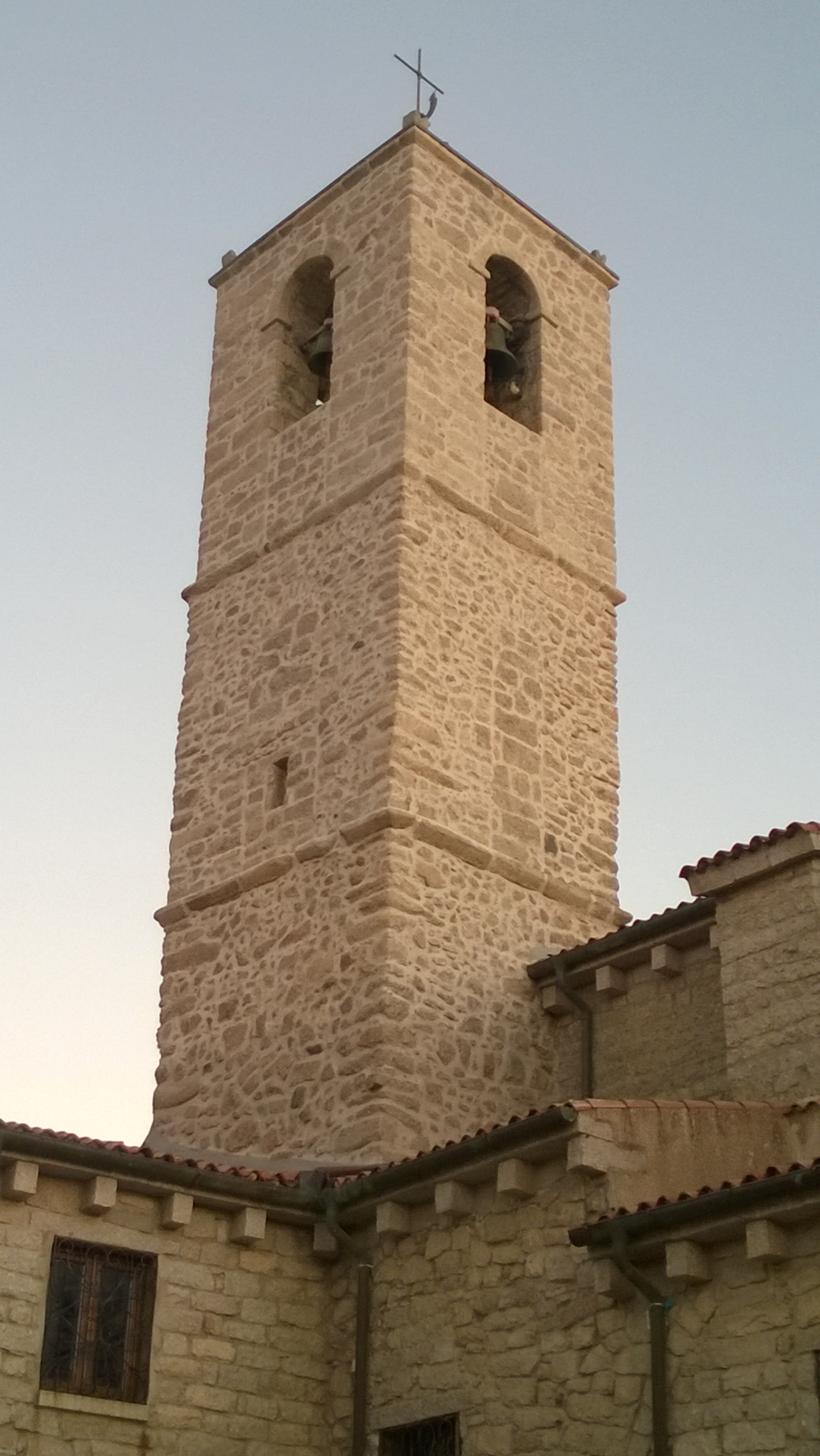
Particolare, il campanile

L'edificio, imponente e costruito interamente in granito, è situato su una piazza rialzata rispetto al piano stradale, raggiungibile con un'ampia scalinata. La facciata principale della parrocchia è in granito a vista, chiusa in alto da un ampio timpano e munita di un portone sovrastato da un bassorilievo in ceramica e da un finestrone. La chiesa, riccamente decorata e abbellita da affreschi e sculture in marmo, è caratterizzata da una vasta pianta longitudinale articolata in una sola navata voltata a botte su cui si affacciano quattro cappelle laterali ed un fonte battesimale ed è suddivisa in cinque campate da archi a tutto sesto. Il presbiterio di forma quadrangolare con volta a botte, rialzato rispetto al piano di calpestio della navata e raggiungibile con una scalinata in marmo bianco, è delimitata da un´elegante balaustra in marmo bianco retta da due suggestivi leoni marmorei. Dietro l’altare vi si trova il coro, con 23 seggi, incluso quello vicariale davanti al quale c'è una gran croce lignea con tenda in seta indiana e un inginocchiatoio che corre davanti a tutti i seggi. L'alto prospetto esterno in granito con terminale curvilineo, ospita al centro il portone d´ingresso con lunetta abbellita da un bassorilievo in ceramica e sormontato da una luce ad arco a tutto sesto centinato. Nella parte posteriore destra della chiesa si innalza l'alta torre campanaria a canna quadrata con luci ad arco a tutto sesto sui quattro lati e concluso da una piccola cupola, dotata di campane in bronzo. La chiesa parrocchiale è affiancata sul lato destro dalla Chiesa del Rosario e sul lato sinistro dall'Oratorio di Santa Croce.

#### Cappelle laterali
Sono quattro le cappelle laterali alla navata centrale, rispettivamente dedicate al Sacramento, alla Madonna della Neve, alla Madonna d'Itria ed alla Madonna del Carmine.
- La cappella del Sacramento presenta un retablo in legno dorato con in basso una nicchia con tabernacolo, sovrastato da una scultura lignea dell'Annunziata. Ornata ed allestita, si chiude con due balaustre poste sotto l’arco.
- La cappella della Madonna della Neve, coperta con volta a botte e chiusa da due balaustre, presenta un piccolo retablo con paliotto rivestito in seta indiana con sopra due nicchie sulle quali si trovano le statue lignee di Santa Giusta di Cagliari e di Santa Lucia, a cui si somma un candeliere triangolare per la Settimana Santa.
- La cappella della Madonna d’Itria, coperta con una volta a botte e chiusa da due balaustre, presenta un retablo in legno con un paliotto rivestito in tessuto, sovrastati da una nicchia con un simulacro della Madonna d’Itria incoronata da due angeli e da tre statue raffiguranti cristiani riscattati. Possiede inoltre una statua di Sant'Antonio da Padova.
- La cappella della Madonna del Carmine, coperta con volta a botte e chiusa da due balaustre, ha un retablo in legno dipinto con paliotto rivestito in tela con un sarcofago in ardesia, sovrastati da una nicchia contenente il simulacro ligneo dipinto, che rappresenta Santa Giusta incoronata da due angeli e con alla base sculture lignee di anime purganti. Vi si trovano inoltre un crocifisso in legno dipinto di nero e un altro in ottone con croce in legno.

### Decorazioni
Gli interni della parrocchia sono interamente fregiati da affreschi. Nell'altare maggiore situa una pala alta circa 4 metri con al centro un dipinto dell’Assunzione affiancato da due colonne. Inoltre, vi si trovano sei candelabri, un crocifisso in legno argentato, una cartagloria in legno dorato, un leggio, un seggio vicariale ed i vari elementi caratteristici di un comune altare maggiore, il tutto chiuso da due balaustre. Nell'aula vi si trovano due acquasantiere rette da colonnine in marmo, tre confessionali e un battistero in legno scolpito con la pila in marmo.
Le pitture situate sulla parte alta delle murature che dividono le tre navate rappresentano le figure dei 12 apostoli, mentre sono dipinti in fronte alla navata principale (sul muro dell'altare) i busti di santa Giusta di Cagliari e di san Giacomo. Sulla volta situano i dipinti di alcune scene della Bibbia, tra le quali vi è l'assunzione di Maria. Volte e pareti sono affrescate nel 1900 ad opera del pittore milanese Antonio Dovera, mentre il coevo altare maggiore ed il pulpito sono ad opera dello scultore sassarese Lorenzo Caprino.
Notevole è la presenza di una lapide marmorea posta sul muro alla fine della navata centrale, datata 1800 da iscrizione, che recita in lingua latina una lode a Bonaventura da Calangianus.